# Suaeda dendroides
Suaeda dendroides är en amarantväxtart som först beskrevs av Carl Anton von Meyer, och fick sitt nu gällande namn av Horace Bénédict Alfred Moquin-Tandon. Suaeda dendroides ingår i släktet saltörter, och familjen amarantväxter. Inga underarter finns listade i Catalogue of Life.